# Ревалсар
Ревалсар (Rawalsar, Rewalsar) — город в округе Манди в индийском штате Химачал-Прадеш.

## Демография
Согласно переписи населения 2001 года в Индии население Ревалсара составляет 1369 человек. Из них 54 % — мужчины, и 46 % — женщины. Уровень грамотности составляет 76 %, что больше среднего индийского уровня, составляющего 59,5 %. Грамотность мужской половины населения составляет — 78 %, женской — 73 %. В Ревалсаре 12 % населения — это дети младше 6 лет.

## География
Ревалсар расположен на высоте 1360 метров над уровнем моря. Он связан с Манди автомобильной дорогой и находится на расстоянии около 25 километров от него. Поскольку Ревалсар расположен в Южно-Гималайском поясе (зоне), зимой там может быть морозно, в то время как летом, как правило, приятно.

## Религия

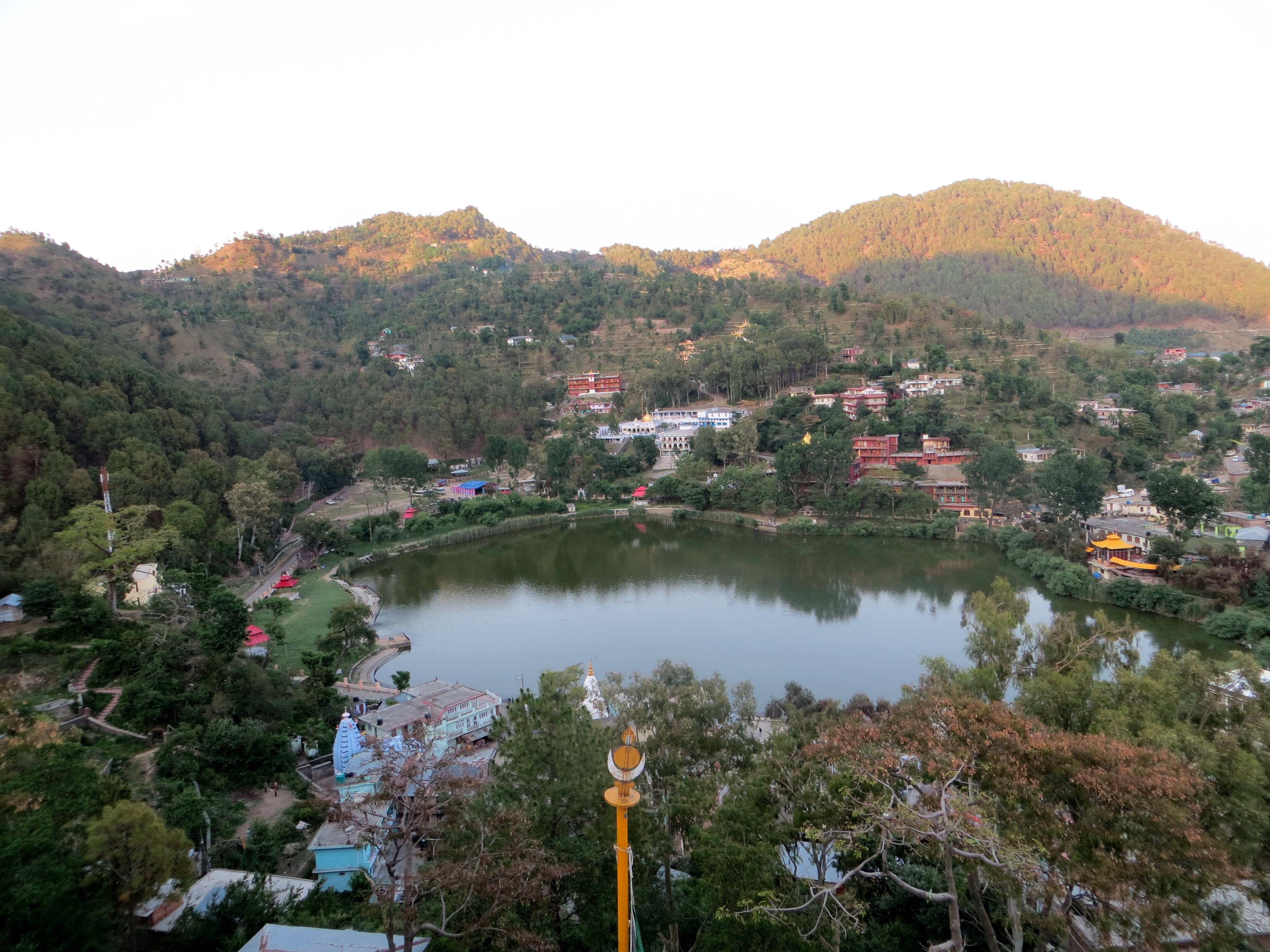
Вид на Ревалсар

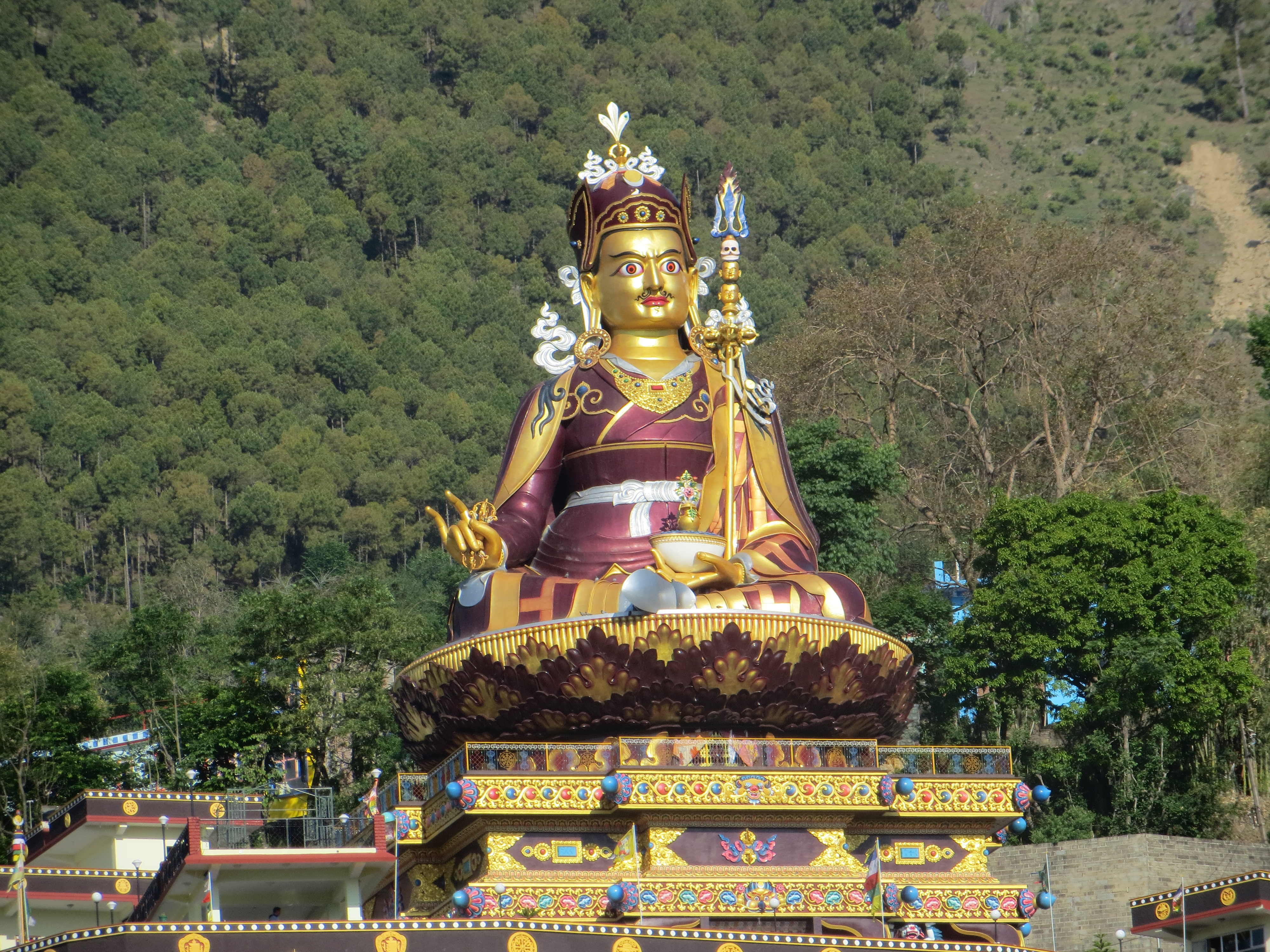
Статуя Падмасамбхавы, высотой 37,5 м

Ревалсар считается священным городом представителями трёх религий: индуизма, буддизма и сикхизма.

### Индуизм
Семь мифологических озёр, связанных с Пандавами из Махабхараты, расположены над Ревалсаром. Также с Ревалсаром связаны легенды о боге Шиве и риши Ломасе. В городе имеется известный храм Кришны.

### Сикхизм
Десятый Гуру сикхов Гуру Гобинд Сингх посетил Ревалсар для встречи с королями горных штатов, ища поддержки против Аурангзеба. Он находился в Ревалсаре около месяца. Раджа Йогиндер Сен из Манди построил гурудвару в Ревалсаре в 1930 году в память о визите Гуру.

### Буддизм
Озеро Ревалсар (Цо Пема на тибетском) связано с Падмасамбхавой (Гуру Ринпоче), который в тибетском буддизме считается вторым Буддой. По одной из версий легенды, король Манди заживо сжёг Падмасамбхаву из-за слухов, что Гуру пытался обучить его дочь Дхарме. Погребальный костёр горел целую неделю с большими клубами чёрного дыма, но когда он догорел, на его месте появилось озеро, а Падмасамбхава проявился как 16-летний юноша в лотосе в центре озера. Король раскаялся в своём злодеянии и отдал свою дочь в жёны Падмасамбхаве. Именно из Цо Пема отправился Падмасамбхава на Тибет распространять буддизм Ваджраяны.
Ярмарка Цечу проводилась в Ревалсаре в 2004 году в честь дня рождения Падмасамбхавы. Ярмарка была открыта Далай-ламой, её посетил Кармапа Ургьен Тринле Дордже и 50 000 других буддийских паломников. Ярмарка проводилась после 12-летнего перерыва.
Есть также другие версии легенды, согласно которым озеро, связанное с рождением Падмасамбхавы, находится в Пакистане или Афганистане.
Ревалсар является известным местом паломничества буддистов, там расположены два монастыря — Дрикунг Кагью Гомпа и Цо-Пема Огьен Херу-кай Ньингмапа Гомпа.

## Озеро Ревалсар
Озеро, вокруг которого построен город Ревалсар, имеет максимальную глубину 6,5 метров. По природе озеро является олиготрофным и имеет прямоугольную форму.